# Rudolf Sahlberg
Rudolf Johan Olof Sahlberg, född 7 mars 1879 i Jakob och Johannes församling, Stockholm, död 10 mars 1949, var en svensk kapellmästare, musikarrangör och kompositör.
Sahlberg var från december 1916 anställd som stumfilmsmusiker och kapellmästare vid biografen Röda Kvarn i Stockholm. 

## Biografi
Rudolf Johan Olof Sahlberg föddes 7 mars 1879 i Jakob och Johannes församling, Stockholm. Han var son till bokhandlaren Robert Sahlberg och kompositören Alma Sahlberg.

## Filmmusik

### Musikarrangemang och orkesterledare
- 1928 – Parisiskor (dirigent)
- 1928 – Synd
- 1928 – Hans Kungl. Höghet shinglar
- 1926 – Hon, den enda
- 1925 – Två konungar
- 1925 – Kalle Utter
- 1924 – Gösta Berlings saga
- 1923 – Mälarpirater
- 1923 – Eld ombord
- 1922 – Vem dömer
- 1921 – Vallfarten till Kevlaar
- 1920 – Fiskebyn
- 1920 – Karin Ingmarsdotter
- 1919 – Hans nåds testamente
- 1919 – Ingmarssönerna
- 1918 – Thomas Graals bästa barn
- 1917 – I elfte timmen  (kortfilm)
- 1917 – Alexander den store
- 1917 – Tösen från Stormyrtorpet
- 1917 – Thomas Graals bästa film
- 1917 – Terje Vigen
- 1917 – Fru Bonnets felsteg (kortfilm)
- 1916 – Envar sin egen lyckas smed
- 1916 – Dödskyssen[3]

### Musikarrangemang
- 1929 – Rågens rike
- 1927 – En perfekt gentleman
- 1927 – Förseglade läppar
- 1925 – Damen med kameliorna
- 1925 – Hennes lilla majestät
- 1921 – De landsflyktige
- 1921 – Johan
- 1920 – Klostret i Sendomir[3]

### Orkesterledare
- 1923 – Norrtullsligan
- 1919 – Dunungen
- 1919 – Herr Arnes pengar
- 1919 – Sången om den eldröda blomman[3]

### Musikarrangör och orkesterledare
- 1929 – Säg det i toner
- 1925 – Ingmarsarvet
- 1918 – Berg-Ejvind och hans hustru
- 1915 – Judaspengar (kortfilm)[3]